# Ostrov (film fra 2006)
Ostrov (russisk: Остров) er en russisk spillefilm fra 2006 af Pavel Lungin.

## Medvirkende
- Pjotr Mamonov som Anatolij
- Viktor Sukhorukov som Filaret
- Dmitrij Djuzjev som Iov
- Jurij Kuznetsov som Tikhon
- Viktorija Isakova som Nastja